# Neuer jüdischer Friedhof (Barsinghausen)

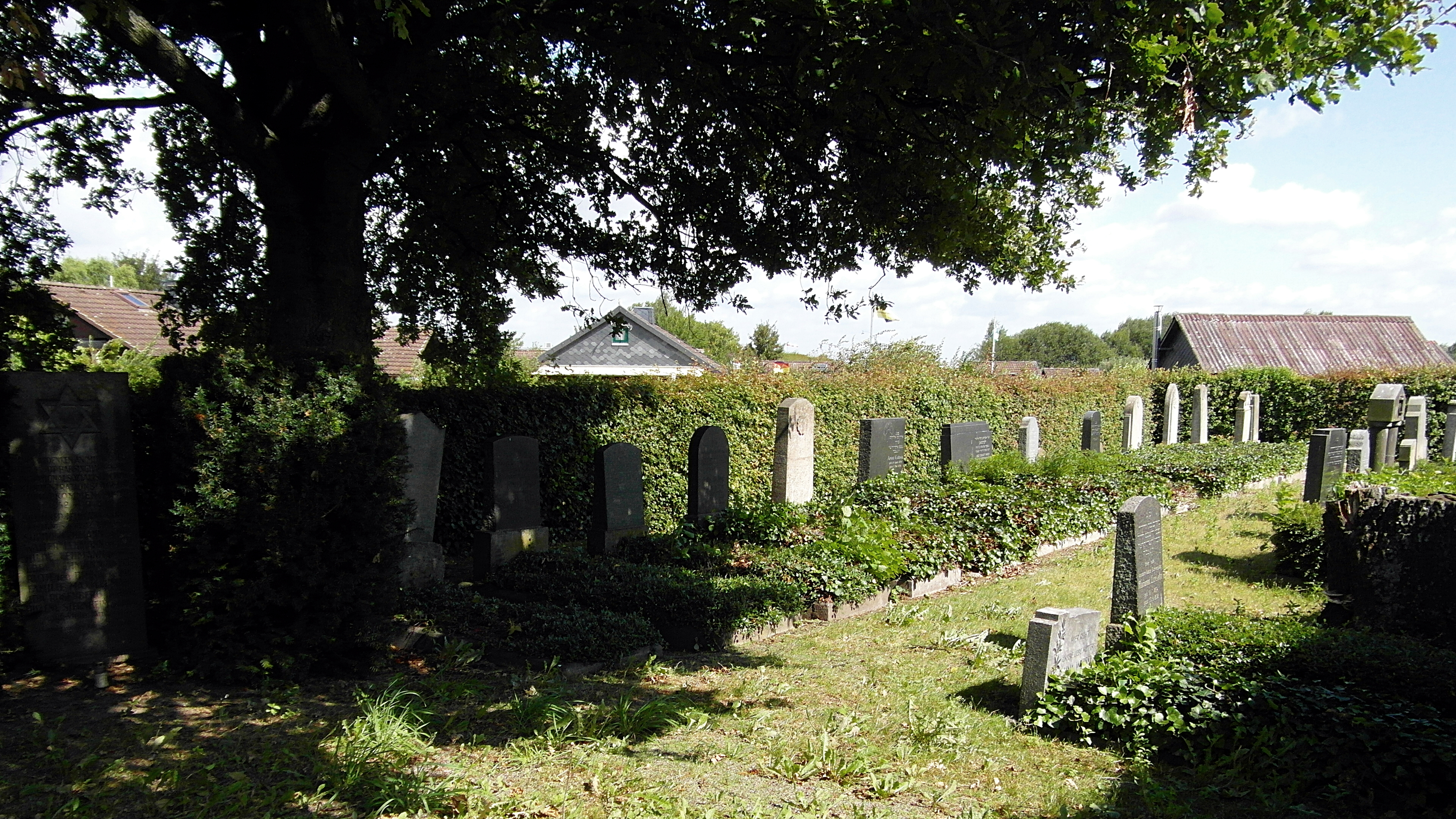
Der Neue jüdische Friedhof Barsinghausen liegt neben einer Kleingartenkolonie

Der Neue jüdische Friedhof Barsinghausen ist ein jüdischer Friedhof in der niedersächsischen Stadt Barsinghausen in der Region Hannover. Er ist ein geschütztes Kulturdenkmal.
Auf dem Friedhof in der Kirchdorfer Straße befinden sich 28 Grabsteine.
Der Friedhof wurde wahrscheinlich von 1912 bis 1944 belegt.

## Alter Friedhof

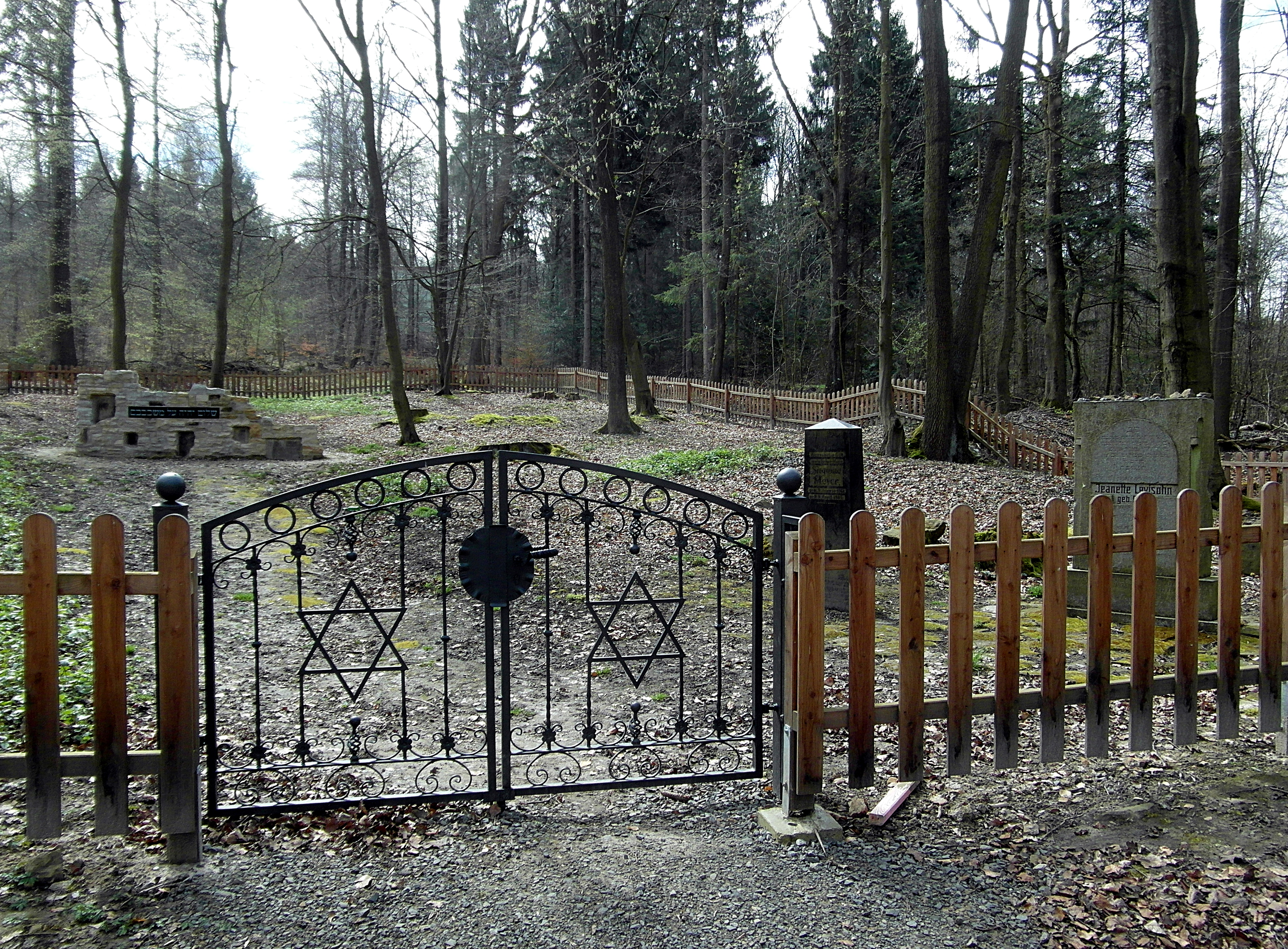
Der Alte jüdische Friedhof wurde 2015 wieder eingezäunt

Der Vorgängerfriedhof („Alter Friedhof“) in der Deisterstraße wurde wahrscheinlich vom 17./18. Jahrhundert bis 1910/1912 belegt. Dieser Friedhof wurde Mitte der 1930er Jahre geschändet. Dabei wurden Grabsteine umgeworfen und zerschlagen. Kurz vor Kriegsende wurde auf dem Friedhofsgelände mit Bauarbeiten begonnen, die dabei entstandenen Gruben sind noch heute erkennbar. Auf dem Friedhof befindet sich ein Grabstein; dieser wurde wiedergefunden und 1982 als Gedenkstein aufgestellt.